# Венский документ ОБСЕ
Венский документ ОБСЕ — ряд соглашений о мерах укрепления доверия и безопасности между государствами Европы.
Действует на территории всей Европы, а также прилегающей к ней морской акватории и воздушном пространстве. Первое соглашение из этого ряда было принято в 1990 году, затем оно обновлялось в 1992, 1994, 1999 и 2011 годах. Венский документ 2011 был принят 57 государствами-участниками Организации по безопасности и сотрудничеству в Европе (ОБСЕ), включая государства Центральной Азии и Россию.

## Создание
Венский документ был впервые принят в 1990 году в качестве сочетания мер по укреплению доверия и безопасности из Хельсинкских соглашений 1975 года и Стокгольмского документа 1986 года. Венский документ и Договор об обычных вооружённых силах в Европе (ДОВСЕ) рассматривались как параллельные компоненты мирного процесса.

## Обновления

### 1990-е г.г,
Венский документ обновлялся в 1992, 1994, 1999 и 2011 годах.

### 2000-е г.г.
В 2000-е годы Венский документ рассматривался на Западе как малоприоритетный. Приостановление Россией действия Договора об обычных вооруженных силах в Европе (ДОВСЕ) в 2007 году осложнило переговоры по обновлению Венского документа.

### 2010-е г.г.
Принятие в 2010 году "Венского документа плюс", инициированного Россией, привело к Венскому документу 2011. В 2012 и 2013 годах были внесены четыре изменения в Венский документ плюс, включая предварительное уведомление о подпороговых крупных военных действиях и о продолжительности посещений авиабаз.
Обновление Венского документа полностью прекратилось с началом в 2014 году Российско-украинской войны. Меры укрепления доверия, предусмотренные Венским документом 2011 года, использовались в течение первого года войны: к октябрю 2014 года 27 государств провели 19 проверочных мероприятий на Украине и 5 проверочных мероприятий в России 11 государствами, включая Украину. Венский документ 2011 года о мерах укрепления доверия был заблокирован на территориях Украины, не контролируемых Украинскими правительственными войсками.
Во время переговоров в 2016 и 2018 годах западные переговорщики стремились укрепить Венский документ, в то время как российские переговорщики предпочли реализовать Венский Документ 2011 года и последующие решения "Венский документ плюс".
В 2017 году Венский документ, ДОВСЕ и Договор по открытому небу рассматривались ОБСЕ как "сеть взаимосвязанных и взаимоукрепляющих обязательств по контролю над вооружениями", которые "совместно ... повышают предсказуемость, прозрачность и военную стабильность и снижают риск крупного конфликта в Европе".

### 2020-е г.г.
По состоянию на конец 2020 года военные учения как западных, так и российских войск проводились в качестве "внезапных учений" (вблизи границ и в короткие сроки), которые не охватываются Венским документом 2011 года. Исследователь Вольфганг Зеллнер рассматривал сочетание сотрудничества и сдерживания, которое развивалось вплоть до начала 2000-х годов, как эволюционирующее к сценарию усиления взаимного сдерживания.
По состоянию на конец 2020 года возражения России против обновления Венского документа заключались в том, что необходимо более
широкое соглашение о контроле над вооружениями.

### Предлагаемые обновления
Обновления к Венскому документу, предлагавшиеся около 2016 года, включают предложения о снижении порога для предварительного уведомления о военной деятельности, предложения о снижении риска (глава III), дополнительных или более строгих инспекций, независимых миссий по установлению фактов и создание централизованной базы данных ОБСЕ по основным системам вооружений государств-участников ОБСЕ.
Сорок три государства - участника ОБСЕ заявили после заседания Совета министров ОБСЕ в декабре 2020 года, что их намерение состояло в том, чтобы повысить взаимную военную прозрачность и предсказуемость и снизить риск путем обновления Венского документа.

## Структура
Венский документ 2011 годавключает одиннадцать глав. За исключением главы II, эти главы применяются к вооруженным силам в сухопутном и воздушном пространстве Европы к западу от Урала и государств-участников Центральной Азии, а также прилегающих морских акваториях.
- I. Ежегодный обмен военной информацией
- II. Планирование в области обороны
- III. Уменьшение опасности
- IV. Контакты
- V. Предварительное уведомление об определенных видах военных действий[4]
- VI. Наблюдение за определенными видами военных действий
- VII. Ежегодные планы
- VIII. Ограничительные положения
- IX. Соблюдение и проверка[4]
- X. Региональные меры
- XI. Ежегодное совещание по оценке выполнения[3]
- XII. Заключительные положения[5]

## Действия
Ежегодный обмен военной информацией (глава I Венского документа 2011 года) проводится в Вене в декабре. До 2015 года, когда Россия полностью прекратила участие в ДОВСЕ), ДОВСЕ и Венский документ обмен военной информацией осуществлялся совместно на декабрьских встречах в Вене. По состоянию на 15 февраля 2022 года экстренное совещание по Венскому документу, созванное Украиной во время российско-украинского кризиса 2021-2022 годов после того, как Россия не ответила на запрос Украины предоставить подробную информацию о наращивании российской военной мощи вокруг Украины, было проведено не менее 11 чрезвычайных совещаний по Венскому документу.

### 1990-е and 2000-е г.г.
С 1992 по 2012 год ежегодно проводилось в среднем 90 инспекций и 45 оценочных визитов.

### 2010-е г.г.
Россия использовала положения Документа в начале апреля 2015 года, чтобы заставить НАТО согласиться на присутствие российской инспекционной группы на учениях 2015 года у берегов Шотландии.

### 2020-е г.г.
9 апреля 2021 года Украина сослалась на пункт 16.1.3 Венского документа, чтобы попытаться получить объяснение подозрительной военной деятельности России вблизи российско-украинской границы и в Крыму, которое было оставлено российскими властями без ответа. 10 апреля 2021 года Украина официально запросила встречу с Советом Организации по безопасности и сотрудничеству в Европе (ОБСЕ), на которой российские власти также (предположительно) отказались присутствовать. Миссии США, Германии, Франции и Польши при ОБСЕ осудили действия России как «бесполезные».
В ноябре и декабре 2021 года, во время российско-украинского кризиса 2021—2022 годов, российские военные совершили визит в Латвию в соответствии с Венским документом 2011 года для инспекции латвийских вооружённых сил.
В январе 2022 года российские власти отказались провести запланированную на 24-29 января инспекцию вооружений латвийскими военными в Брянской и Смоленской областях России, опять же в соответствии с Венским документом 2011 года, назвав причиной ограничения пандемию COVID-19. Министерство обороны Латвии прокомментировало, что пандемия не помешала проведению учений.
Министр обороны Артис Пабрикс описал российскую причину отказа как «слабое оправдание», которое 

«вызывает подозрения, что Россия хочет что-то скрыть, не раскрывая фактических масштабов и намерений своих военных передвижений, как того требует ОБСЕ».
10 февраля 2022 года Эстония, Латвия и Литва сослались на Венский документ 2011 года, запросив у Беларуси информацию об «общей численности военнослужащих, боевых танках, боевых бронированных машинах, артиллерийских орудиях, минометах и ракетных установках, предполагаемых боевых вылетах на самолет и силах быстрого реагирования» во время военных учений «Союзная решимость — 2022», запланированных российскими войсками на 10-20 февраля 2022 года в Беларуси.
Посол России в Беларуси Борис Грызлов заявил в телевизионном интервью, что задействованные силы были ниже предела уведомления, и «поэтому беспокоиться не о чем». В официальном ответе Беларуси также говорилось, что масштабы учений были ниже порогового значения для отчетности. Эстонские официальные лица охарактеризовали белорусский ответ как «недостаточный» и истолковали как проявление «отсутствия интереса к прозрачности и укреплению доверия».
11 февраля 2022 года Украина сослалась на главу III Венского документа «Снижение рисков», потребовав от России предоставить «подробные разъяснения относительно военной деятельности в районах, прилегающих к территории Украины, и во временно оккупированном Крыму».
Россия не ответила в установленный 48-часовой срок. 13 февраля Украина обратилась с просьбой о проведении экстренной встречи ОБСЕ в течение 48 часов, чтобы Россия предоставила ответ.
14 февраля министр обороны Украины Алексей Резников и министр обороны Беларуси Виктор Хренин договорились о мерах укрепления доверия и прозрачности для снижения рисков. План включал посещение Резниковым российско-белорусских военных учений Союзная решимость — 2022, а Хрениным украинских военных учений Zametil 2022. Резников охарактеризовал соглашение как позитивный сигнал.
15 февраля по просьбе Украины было проведено экстренное заседание для государств-участников ОБСЕ. Российский представитель ОБСЕ на встрече отсутствовал. Посол США в ОБСЕ Майкл Р. Карпентер охарактеризовал отсутствие России как «прискорбное и достойное сожаления».
16 января 2023 г. Россия заявила, что не будет предоставлять информацию о своих вооруженных силах за 2023 год.

## Аналогичные соглашения
В то время как Венский документ 2011 года ограничен силами в Европе и Центральной Азии, Глобальный обмен военной информацией распространяется на все силы государств-участников, где бы они ни находились.